# Wykrętasy
Wykrętasy (ros. Выкрутасы, Wykrutasy, ang. Quirky Mischief) – rosyjska komedia romantyczna z 2011 roku wyreżyserowana przez Lewana Gabriadze oraz wyprodukowana przez Bazelevs Company. Główne role w filmie zagrali Konstantin Chabienski i Milla Jovovich.
Premiera filmu miała miejsce w Rosji 14 lutego 2011 roku. W Polsce premiera filmu odbyła się 11 lutego 2014 roku na antenie Canal+.
Tytułową piosenkę filmową stworzył ukraiński duet muzyczny „Potap i Nastia”.

## Opis fabuły
Wiaczesław „Sława” Kołotiłow (Konstantin Chabienski), prosty nauczyciel z sennego nadmorskiego miasteczka Paluszki, postanawia zmienić swoje życie i zostać pisarzem. Wyrusza do Moskwy. Tam na miejscu zakochuje się w pięknej Nadii (Milla Jovovich). Młodzi planują ślub, rezerwują salę weselną i zapraszają gości. Przed ceremonią Sława wraca na prowincję, przedstawiając narzeczonej coraz dziwniejsze wymówki swojej nieobecności.

## Obsada
- Milla Jovovich jako Nadia
- Konstantin Chabienski jako Wiaczesław "Sława" Kołotiłow
- Iwan Urgant jako Dania
- Siergiej Garmasz jako Hłobustin
- Władimir Mieńszow jako członek parlamentu Triochgołowicz
- Olga Tumajkina jako dyrektorka szkoły
- Siergiej Selin jako burmistrz
- Galina Jovovich jako matka Nadii
- Lewan Gabriadze jako gość na ślubie
- Aleksandr Kierżakow
- Tatiana Liutajewa

i inni